# Copa Emirates de 2007
A Copa Emirates de 2007 foi o torneio amistoso inaugural da pré-temporada masculina de futebol organizado pelo Arsenal. Aconteceu na casa do clube, o Emirates Stadium, durante o fim de semana de 28 e 29 de julho de 2007. A ideia de uma competição de pré-temporada no Arsenal surgiu pela primeira vez durante a temporada 2006-07; uma vez concluído o planeamento, o clube convidou outros três clubes europeus para participar no evento: Internazionale, Paris Saint-Germain e Valência. O Valência substituiu o Hamburgo, já que o clube alemão tinha compromissos na Taça Intertoto.
A competição seguiu um sistema de pontuação de pontos muito parecido com o Torneio de Amsterdã, em que cada equipe joga duas partidas, com três pontos concedidos por vitória, um ponto por empate e nenhum por derrota. Um ponto adicional é concedido para cada gol marcado. O Arsenal não enfrentou o Valencia e a Inter não jogou contra o Paris Saint-Germain. No primeiro dia da Copa Emirates, o Valencia venceu a Internazionale por dois gols, enquanto o Arsenal derrotou o Paris Saint-Germain por 2-1. A derrota do Valencia para o Paris Saint-Germain no segundo dia significava que o Arsenal precisava vencer a Internazionale para terminar no topo do grupo. Eles ficaram um gol atrás no segundo tempo, mas gols de Alexander Hleb e Robin van Persie garantiram a vitória da taça. O torneio foi bem atendido com mais de 110 000 pessoas enchendo o Emirates Stadium durante os dois dias de torneio.

## Antecedentes
Em março de 2007, o Arsenal anunciou a sua intenção de realizar uma competição de pré-temporada em sua casa, o Emirates Stadium. O diretor-gerente Keith Edelman revelou que os planos estavam em um estágio exploratório e acrescentou: "Seria na pré-temporada, por volta do final de julho, e os ingressos teriam preços razoáveis. Achamos que poderia ser um evento emocionante." Detalhes do torneio foram formalmente anunciados cinco semanas depois, com os campeões italianos Internazionale, o time francês Paris Saint-Germain e o time alemão Hamburgo confirmados como participantes. No entanto, a qualificação do Hamburgo para a Taça Intertoto significou que eles se retiraram da competição; o clube foi posteriormente substituído pelo Valencia da Espanha. A competição de dois dias foi televisionada ao vivo no Reino Unido pela Sky Sports.

## Classificação
Cada time disputou dois jogos, com três pontos concedidos para a vitória, um para o empate, nenhum para a derrota, e um ponto extra para cada gol marcado.
| Pos. | Equipe              | Pts | J | V | E | D | GP | GC | SG |
| ---- | ------------------- | --- | - | - | - | - | -- | -- | -- |
| 1    | Arsenal             | 10  | 2 | 2 | 0 | 0 | 4  | 2  | 2  |
| 2    | Paris Saint-Germain | 7   | 2 | 1 | 0 | 1 | 4  | 2  | 2  |
| 3    | Valencia            | 5   | 2 | 1 | 0 | 1 | 2  | 3  | -1 |
| 4    | Internazionale      | 1   | 2 | 0 | 0 | 2 | 1  | 4  | -3 |

## Partidas
Todas as partidas seguem o fuso horário do verão inglês (UTC+1).
1º Dia
| 28 de julho | Internazionale | 0 – 2 | Valencia                | Emirates Stadium, Londres               |
| 14:00       |                |       | Gávilan 13' · Villa 39' | Público: 55 106 Árbitro: IRE Alan Kelly |

| 28 de julho | Arsenal                    | 2 - 1 | Paris Saint-Germain | Emirates Stadium, Londres                 |
| 16:15       | Flamini 45' · Bendtner 70' |       | Luyindula 80'       | Público: 55,106 Árbitro: ING Peter Walton |

2º Dia
| 29 de julho | Paris Saint-Germain                         | 3 - 0 | Valencia | Emirates Stadium, Londres                |
| 14:00       | Diané 15' · David N'Gog 30' · Luyindula 85' |       |          | Público: 59,821 Árbitro: ING Peter Green |

| 29 de julho | Arsenal                   | 2 - 1 | Internazionale | Emirates Stadium, Londres                |
| 16:15       | Hleb 67' · Van Persie 85' |       | Suazo 62'      | Público: 59,821 Árbitro: ING Mark Halsey |

## Artilheiros

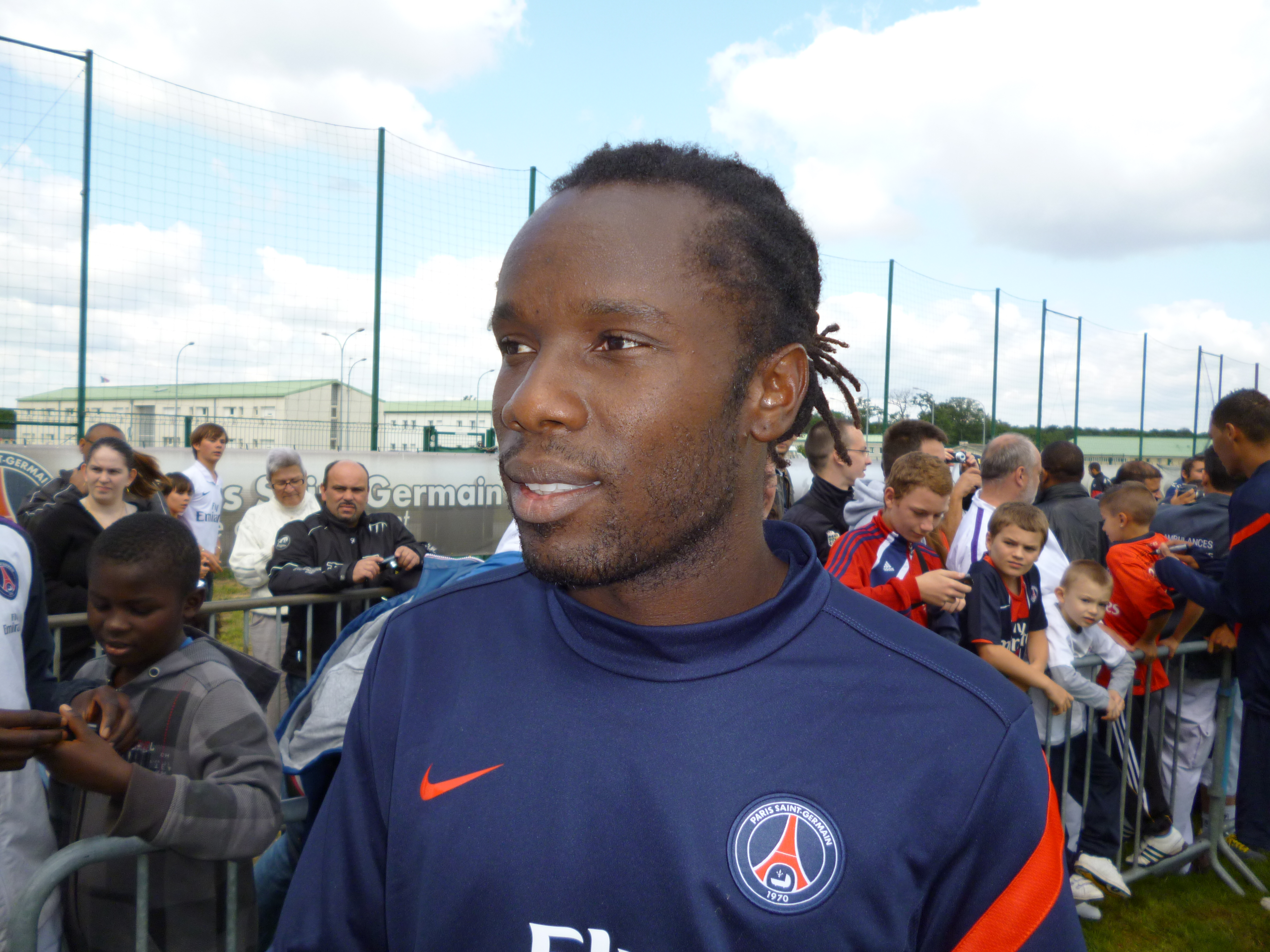
Peguy Luyindula foi o artilheiro do torneio, com dois gols.

| Pos. | Nome             | Equipe              | Gols |
| ---- | ---------------- | ------------------- | ---- |
| 1    | Péguy Luyindula  | Paris Saint-Germain | 2    |
| 2    | Nicklas Bendtner | Arsenal             | 1    |
| 2    | Amara Diane      | Paris Saint-Germain | 1    |
| 2    | Mathieu Flamini  | Arsenal             | 1    |
| 2    | Jaime Gavilán    | Valencia            | 1    |
| 2    | Alexander Hleb   | Arsenal             | 1    |
| 2    | David N'Gog      | Paris Saint-Germain | 1    |
| 2    | David Suazo      | Inter Milan         | 1    |
| 2    | Robin van Persie | Arsenal             | 1    |
| 2    | David Villa      | Valencia            | 1    |